# Bílé Labe
Die Bílé Labe (deutsch Weißwasser, wörtlich übersetzt Weiße Elbe) ist ein  Nebenfluss der Elbe im Riesengebirge in Tschechien.
Die Bílé Labe entspringt nördlich des Studniční hora (Brunnberg) an der Luční bouda (Wiesenbaude), fließt nach Westen und mündet nördlich von Špindlerův Mlýn (Spindlermühle) in die Elbe. Dieses Tal wird auch als Weißwassergrund bezeichnet.